# Friedrich Grade
Friedrich Grade (né le 29 mars 1916 à Büdelsdorf et mort le 13 octobre 2023 à Bornheim) est un ingénieur et officier allemand de la Kriegsmarine.
Chef ingénieur, il était le dernier membre survivant du sous-marin allemand U-96, devenu célèbre grâce au roman Le Styx (aussi connu comme Le Bateau, 1973) de Lothar-Günther Buchheim et à son adaptation cinématographique Le Bateau (1981) de Wolfgang Petersen.